# Rothschildia lutea
Rothschildia lutea är en fjärilsart som beskrevs av Jordan 1911. Rothschildia lutea ingår i släktet Rothschildia och familjen påfågelsspinnare. Inga underarter finns listade.